# Linn Boyd Benton

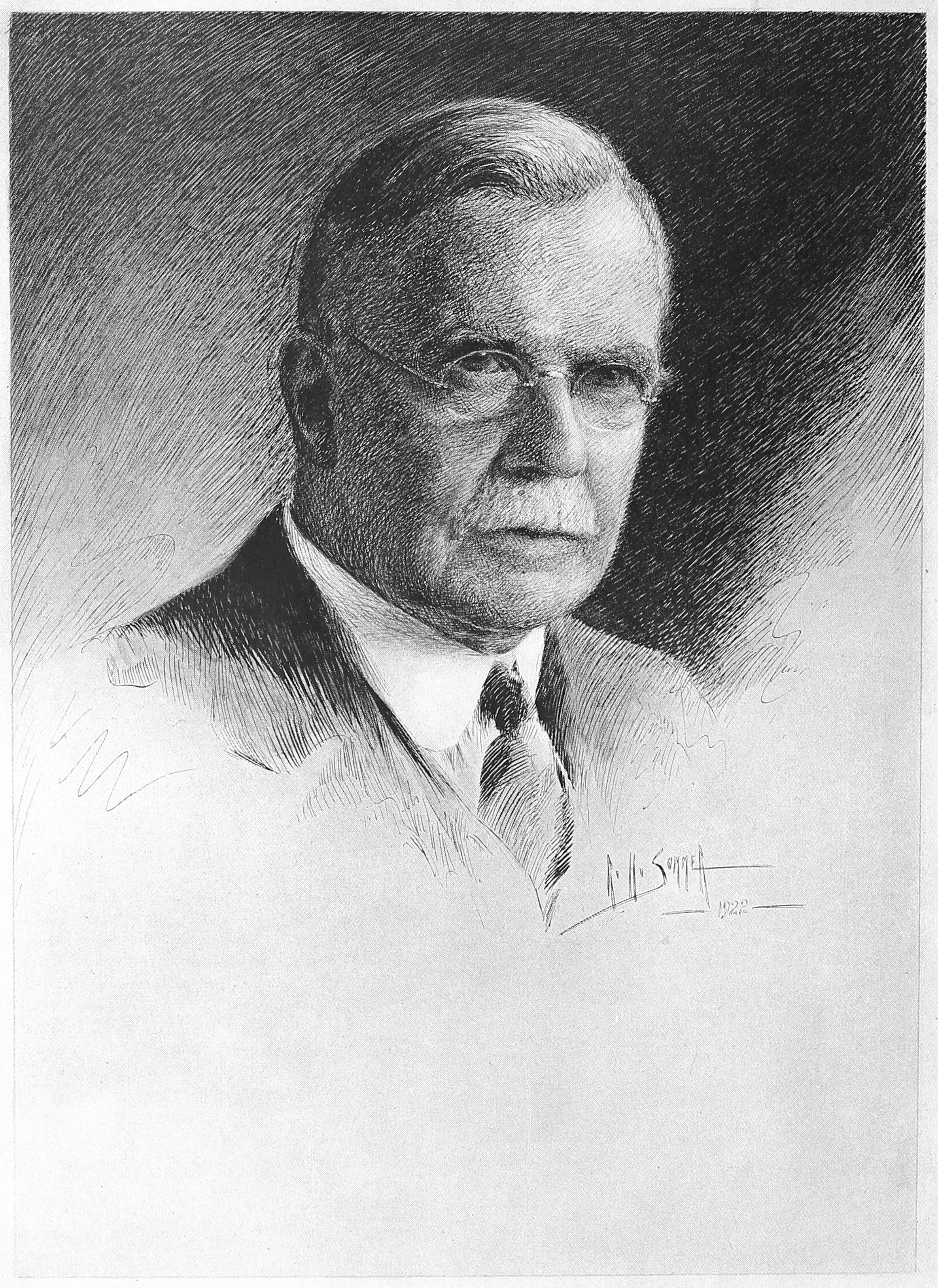
Retrato de Linn Boyd Benton por RH Sommer

Linn Boyd Benton (1844, Little Falls, Nueva York – 1932, Plainfield, Nueva Jersey ) fue un diseñador tipográfico estadounidense e inventor de la tecnología para producir tipos metálicos.
Hijo del congresista Charles S. Benton, recibió su nombre del amigo de su padre, Linn Boyd. Después de comenzar una carrera como contable y trabajar en dos periódicos, se convirtió en copropietario de Benton, Waldo & Co. Type Foundry y rápidamente desarrolló un conocimiento profundo de los métodos de fundición tipográfica que lo llevaron a desarrollar nuevas tecnologías en este ámbito. Un perfil de 1886 lo describió como "un caballero inteligente, entretenido y libre de ostentación, un genio mecánico". La empresa de Benton formaba parte del grupo original de empresas que se fusionaron para formar American Type Founders Company (ATF) en 1892, después de lo cual fue nombrado director y consultor jefe de ATF de esta.
Benton inventó muchas de las tecnologías de creación de tipos de fundación más importantes de la época, incluyendo: un molde (1882), un tipo autoespaciado (1883), un cortador punzonador (1885), fracciones combinadas (1895), una máquina rectificadora de tipografias (1901), una máquina cortadora y punzonadora de matrices (1906), una máquina de escribir automática (1907) y un dispositivo de revestimiento para grabar matrices de letras sombreadas (1913). Uno de sus inventos más famosos fue el Pantógrafo Benton, una máquina de grabado que no sólo era capaz de escalar un único patrón de diseño de fuente a una variedad de tamaños, sino que también podía condensar, extender e inclinar el diseño. (Matemáticamente, estos son casos de transformación afín, que es la operación geométrica fundamental de la mayoría de los sistemas de tipografía digital actuales, incluido PostScript ). La tecnología permitió diseñar tipos metálicos sobre grandes dibujos en planta y luego cortarlos al tamaño deseado, en lugar de hacerlo mediante el grabado a mano. 
En 1894, por encargo del editor de la revista Century, Theodore Low De Vinne, diseñó su tipo de letra más famoso, el Century original. De Vinne quería una fuente más negra y legible que la tipografía típicamente delgada usada antes, y ligeramente condensada para adaptarse al formato de doble columna de la revista. Esta, se utilizó por primera vez en 1895 y pronto se hizo enormemente popular y más tarde su hijo Morris Fuller Benton diseñó muchas variaciones.
- Siglo Romano (1894, ATF )
- Siglo romano en cursiva (1894, ATF )

- Cost, Patricia A. "Los Benton: cómo un padre y un hijo estadounidenses cambiaron la industria gráfica". Rochester, Nueva York: RIT Cary Graphic Arts Press, 2011.  .
- Rollins, Carl Purlington Los diseñadores tipográficos estadounidenses y su trabajo. en Print (revista), V.4, #1.
- Jaspert, W. Pincus, W. Turner Berry y AF Johnson. La enciclopedia de tipos de letra. Tenientes de prensa de Blandford. : 1953, 1983.ISBN 0-7137-1347-X.
- MacGrew, Mac, "Tipos de letra metálicos estadounidenses del siglo XX", Oak Knoll Books, New Castle Delaware, 1993,ISBN 0-938768-34-4 .
- Friedl, Ott y Stein, Tipografía: un estudio enciclopédico sobre el diseño y las técnicas tipográficas a lo largo de la historia. Editores Black Dog y Levinthal: 1998.ISBN 1-57912-023-7.